# ريتشارد دانات
فرانسيس ريتشارد دانات، بارون دانات، (من مواليد 23 ديسمبر 1950)  هو ضابط كبير متقاعد بالجيش البريطاني وعضو في مجلس اللوردات، شغل منصب رئيس الأركان العامة (قائد الجيش) من 2006 إلى 2009.

## حياته
ولد في برومفيلد - وهي إحدى ضواحي تشيلمسفورد - في إسيكس.